# Doon Castle Broch

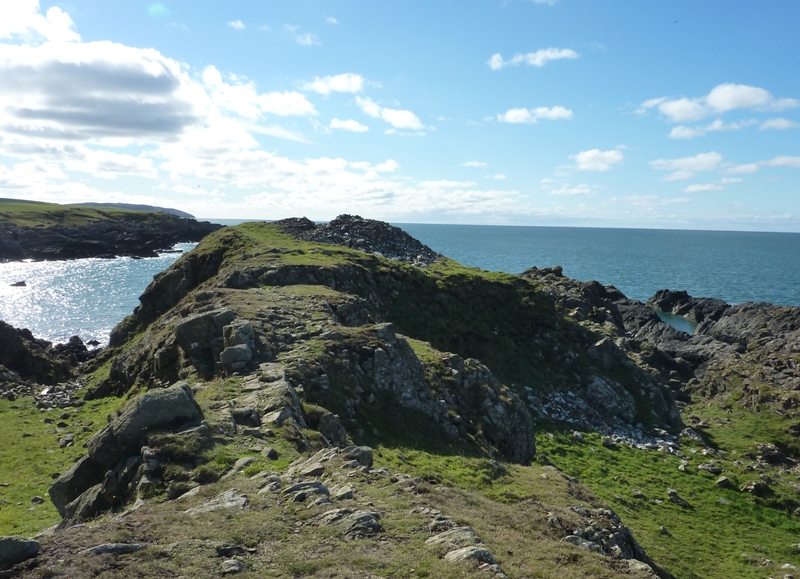
Doon Castle Broch gezien vanaf de landzijde.

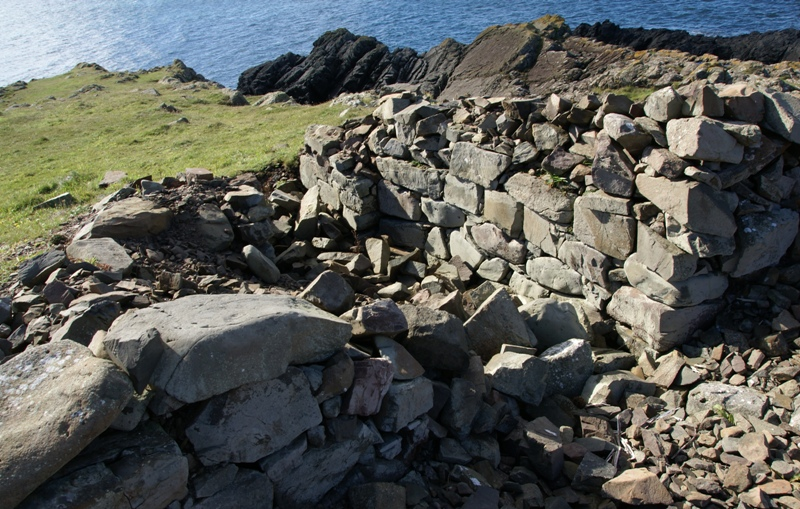
Ingang aan de zuidelijke zijde, de zeezijde.

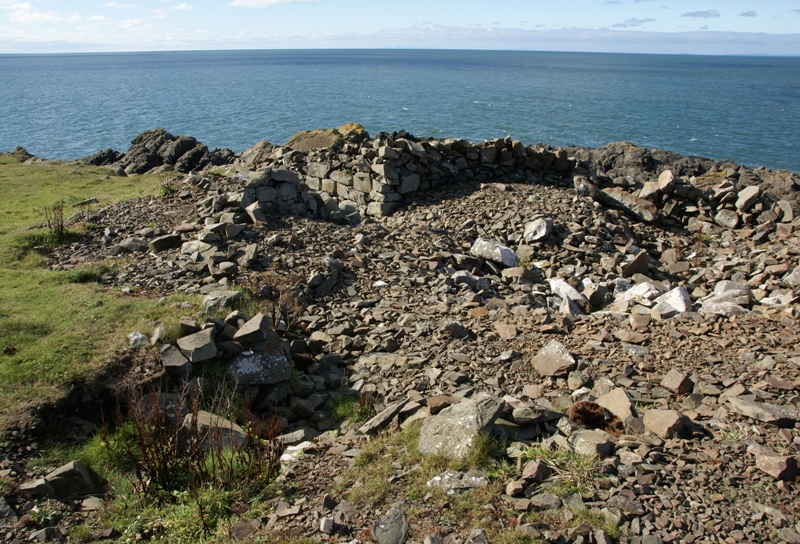
Interieur, met links de ingang aan de zeezijde.

Doon Castle Broch, ook wel Ardwell Point Broch genoemd, is een broch, een gebouw uit de IJzertijd, gelegen 4,3 kilometer ten westen van Ardwell Point, vijftien kilometer ten zuidzuidwesten van Stranraer, in de Schotse regio Dumfries and Galloway.

## Periode
Doon Castle Broch is niet uitgebreid archeologisch onderzocht, waardoor er geen precieze datering bekend is. De meeste brochs zijn gebouwd tussen 100 v.Chr. en 100 n.Chr. Deze broch werd vermoedelijk gebouwd in de 1e eeuw.

## Ligging
Doon Castle Broch is gelegen op een smalle rotspartij, die in zee steekt en slechts een smalle verbinding aan de noordnoordoostelijke zijde heeft met het vasteland. De broch kijkt uit over de Mull of Galloway en over de Ierse Zee.

## Bouw

### Broch
Doon Castle Broch volgt een min of meer ronde plattegrond en heeft een interne diameter van negen meter. De dikte van de muur varieert tussen 3,75 meter aan de noordnoordoostelijke zijde tot 4,6 meter aan de oostzijde. De muur is het hoogst bewaard gebleven aan de noordnoordoostelijke zijde, alwaar de muur 1,8 meter haalt. Het binnenste van de broch is bezaaid met stenen.
Doon Castle Broch heeft twee ingangen. Eén bevindt zich aan de zuidelijke zijde, de zeezijde, en de andere bevindt zich aan de noordnoordoostelijke zijde, de landzijde. Deze laatstgenoemde ingang is wellicht secundair. De noordnoordoostelijke ingang is geblokkeerd door gevallen stenen. Deze ingang is 3,75 meter lang. Vanaf de buitenzijde gezien heeft deze ingang na 1,8 meter door checks. De breedte van de gang varieert tussen 1,4 meter aan de buitenzijde tot 1,8 meter bij de door checks tot 2,2 meter aan de binnenzijde.
De zuidelijke ingang is nog tot 1,1 meter hoog en is 4,05 meter lang. Vanaf de buitenzijde gezien heeft deze ingang na 1,25 meter door checks. De breedte varieert tussen 0,9 meter aan de buitenzijde tot 0,8 meter bij de door checks tot 1,4 meter na de door checks tot 1,1 meter aan de binnenzijde.
De broch heeft een intramurale cel aan de oostzijde en wellicht nog eentje aan de westzijde.

### Buitenwerk
Het buitenwerk wordt gevormd door een muur met een minimale dikte van 2,6 meter. Dit buitenwerk omsluit een gebied van veertien meter van oost naar west bij tien meter tussen de broch en het noordelijk uiteinde van de rotspartij. De toegang door het buitenwerk bevond zich vermoedelijk aan de noordnoordoostelijke zijde, gelegen tegenover een toegangsweg geconstrueerd door een natuurlijke greppel van 6 meter breed en 0,9 meter diep.